# Idonauton apicalis
Idonauton apicalis är en fjärilsart som beskrevs av Walker 1855. Idonauton apicalis ingår i släktet Idonauton och familjen snigelspinnare. Inga underarter finns listade i Catalogue of Life.